# Villa Peregrina

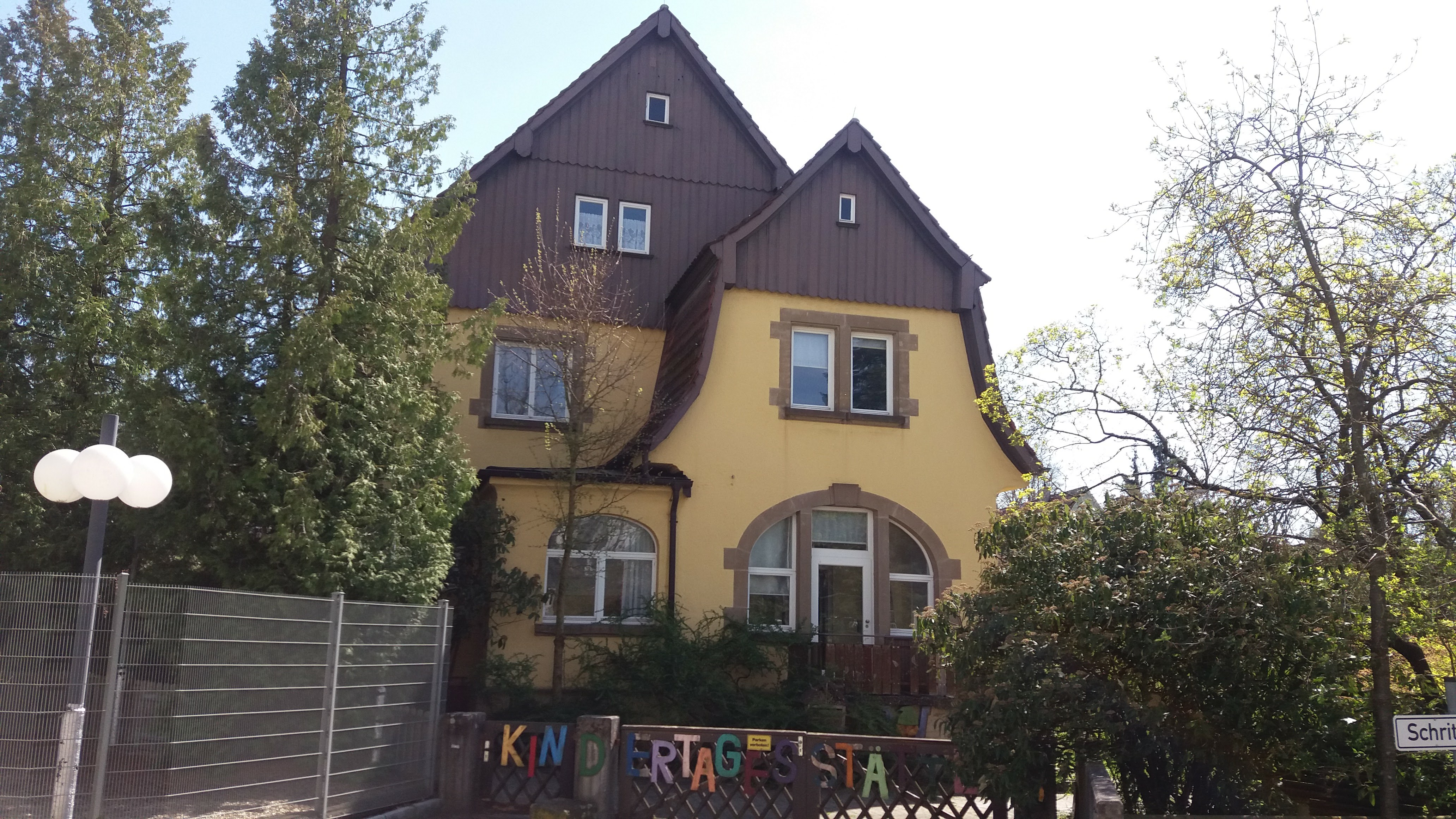
Die ehem. Villa Peregrina – Ostansicht

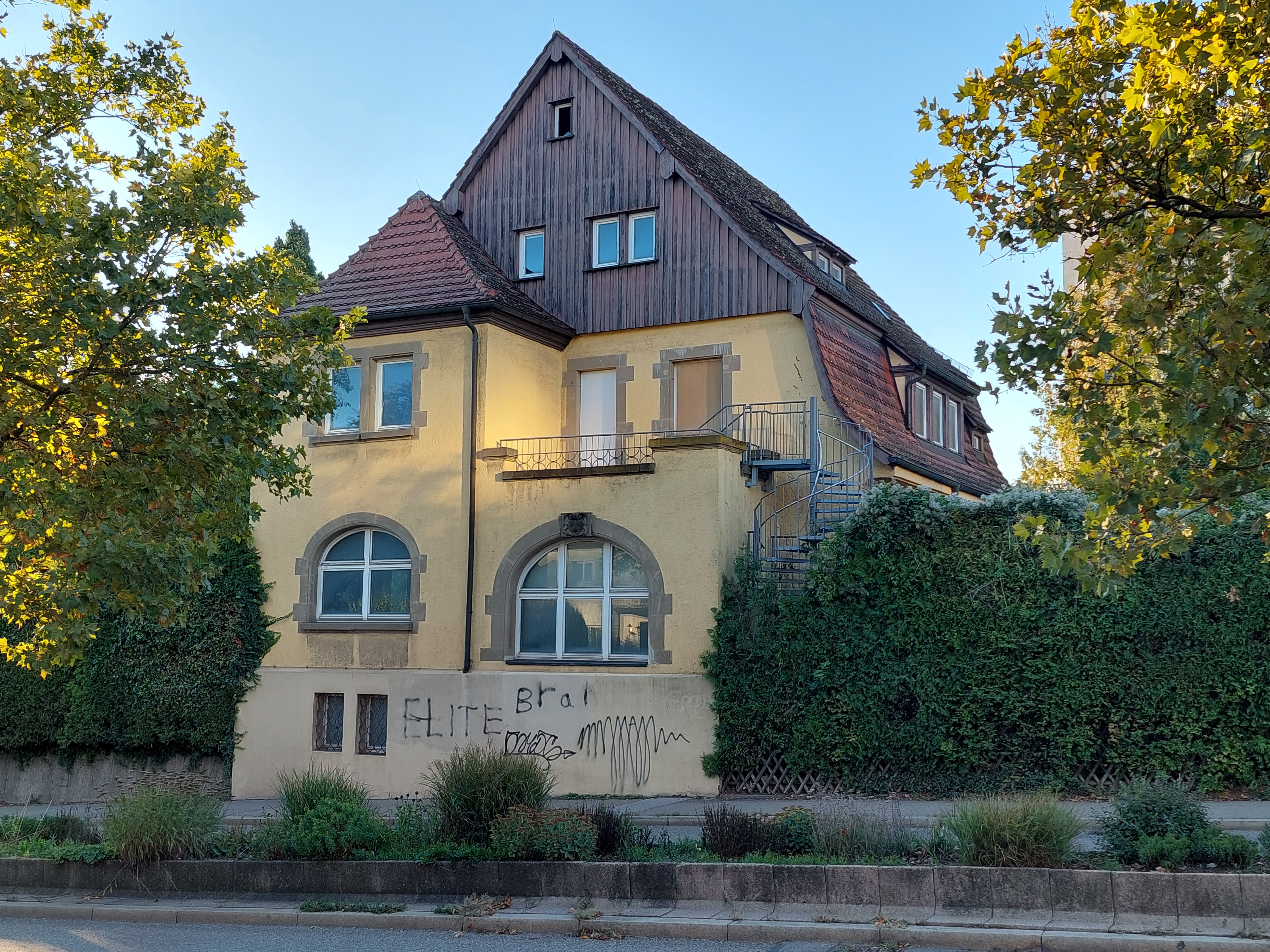
Die ehem. Villa Peregrina – Ostansicht

Die Villa Peregrina ist ein 1903 errichtetes Wohnhaus an der Crailsheimer Straße 35 in Schwäbisch Hall.
Das Gebäude wurde nach Plänen des Königlichen Hofwerkmeisters Christian Hausser erbaut. Bauherrin war Maria Freifrau von Eyb geb. Siegle. Der Einfluss englischer Landhausbauten als Vorbild zeigt sich sowohl in der äußeren als auch inneren Gestaltung. Das Gebäude besitzt einen quadratischen Grundriss mit Erkern und einem hohen Mansarddach. Es ist nahezu unverändert erhalten.
Heute befindet sich in dem Haus eine Kindertagesstätte der Bausparkasse Schwäbisch Hall.